# El Pinar de El Hierro
El Pinar de El Hierro – gmina w Hiszpanii, w prowincji Santa Cruz de Tenerife, we wspólnocie autonomicznej Wysp Kanaryjskich, o powierzchni 84,95 km². W 2011 roku gmina liczyła 1854 mieszkańców.